# Floriano (Piauí)
Floriano est une municipalité brésilienne du sud-ouest de l'État du Piauí. Elle se situe à une altitude de 112 mètres. Sa population était estimée à 56 880 habitants en 2006. La municipalité s'étend sur 3 410 km².

## Maires
| Période | Période | Identité                | Étiquette | Qualité |
| ------- | ------- | ----------------------- | --------- | ------- |
| 2009    | 2012    | Joel Rodrigues da Silva | PTB       |         |